# 寝屋川市立西小学校
寝屋川市立西小学校（ねやがわしりつ にししょうがっこう）は、大阪府寝屋川市高柳三丁目にある公立小学校。

## 沿革
1903年 - 当時の北河内郡九個荘村（のち九個荘町）の小学校として、北河内郡九個荘尋常高等小学校（旧名）が開校した。
1941年 - 国民学校令により、北河内郡九個荘国民学校へと改称した。
1943年 - 九個荘町はに周辺の村と合併し、北河内郡寝屋川町を新設した。これに伴い従来の北河内郡九個荘国民学校は北河内郡寝屋川西国民学校へと改称した。
1947年 - 学制改革により、寝屋川町立西小学校となった。
1951年 - 寝屋川市の市制施行により、現在の校名、寝屋川市立西小学校へと改称した。
1960年以降 - 地域の人口増加により、従来の校区の一部を分離・再編し、寝屋川市立成美小学校（1960年）、寝屋川市立池田小学校（1966年）、寝屋川市立啓明小学校（1967年）、寝屋川市立点野小学校（1973年）、寝屋川市立池の里小学校（1978年）がそれぞれ開校している。
2004年 - 西小学校と池田第二小学校（現・桜小学校）の校区再編で誕生した池の里小学校は、少子高齢化等による子供現象により、2004年に閉校されることになった。同年に池の里小学校校区の一部を編入している。

## 通学区域
- 寝屋川市 春日町、葛原新町、高柳一丁目、高柳三丁目、対馬江東町、対馬江西町　宝町

卒業生進学先：寝屋川市立第八中学校

## 交通
- 京阪本線 寝屋川市駅 西へ約600m。